# Iniuria
Iniuria es un término propio del Derecho romano que se puede entender como sinónimo de ilícito, lo contrario a derecho; no siempre coincidente con el concepto de injuria (la palabra castellana derivada de la latina iniuria) en el derecho actual. En algún contexto, puede traducirse por "injusticia" (Summum ius summa iniuria -"la aplicación ilimitada del derecho causa la máxima injusticia"-).
La Lex Aquilia trataba de los damnum iniuria datum ("daños causados ilegalmente").
Los delicta ("delitos") clasificados en la Lex duodecim tabularum ("Ley de las XII tablas") como daños a personas (morales o corporales) eran clasificados como iniuria; mientras que los  daños a bienes eran clasificados como furtum (palabra latina de la que deriva la castellana "hurto").
La evolución se vio algo interrumpida por una lex Cornelia de iniuriis de la época de Sulla, que preveía un recurso penal o cuasi penal para "pulsare, verberare, vi domum introire" (abarcando todo el campo de las iniuriae tratadas en las XII Tablas), y al parecer algunos otros procedimientos.
Se suelen traducir al castellano como "herida" las palabras inglesas injury e injurie, del mismo origen etimológico, y muy utilizadas también en Derecho.
No se debe confundir iniuria con la expresión in iure que designa la compareciencia ante el magistrado.
Muchas expresiones jurídicas latinas incluyen el término iniuria:
- Iniuria non excusat iniuriam ("una injuria no justifica otra")
- Iniuria non praesumitur ("la injuria no se presume")
- Iniuria propia non cadet in beneficium facientis ("de un acto ilícito no debe derivarse derechos para su autor").
- Volenti non fit iniuria ("no se comete injusticia con quien actuó voluntariamente")